# شهرستان قربان‌سلطان اجه
شهرستان قربان‌سلطان اجه (به ترکمنی: Gurbansoltan eje adyndaky etraby، قوُربان‌سوْلطان اجه آدیٛنداقیٛ اطرابیٛ) یک شهرستان منحل شده در ترکمنستان است که در استان داش‌اغوز واقع‌بود.
در تاریخ ۹ نوامبر ۲۰۲۲، این شهرستان منحل شده و اراضی آن به شهرستان آق‌تپه واگذار شد.